# Bundesstraße 467
De Bundesstraße 467 (afkorting: B 467) is een 30 kilometer lange bundesstraße in de Duitse deelstaat Baden-Württemberg.
De B467 begint ten zuiden van de stad Ravensburg aan de B 30 en loopt door Obereschach en sluit om ten noorden van Kressbronn am Bodensee aan op de B 31. Vanaf hier loopt de L 334 naar Kressbronn.

## Routebeschrijving
De weg begint op een kruising met de B30 ten westen van Obereschach-Oberhofen, ten zuiden van Ravensburg en loopt zuidoostwaarts door Obereschach en Liebenau (Baden). Verder loopt ze als rondweg langs Tettnang, Meckenbeuren, Langau, men kruist het riviertje de Argen en eindigt op de afrit Kressbronn am Bodensee B31. De weg loopt vanaf hier verder als L334 zuidwaatts de stad Kressbronn am Bodensee in.

## Geschiedenis
Er is weinig bekend over de aanleggeschiedenis van de B467. De weg is vooral van regionaal belang, en verbindt de grotere stad Ravensburg met de Bodensee.

## Verkeersintensiteiten
In 2010 reden dagelijks 12.000 tot 15.500 voertuigen over de B467.
B2 · B2a · B2R · B3 · B4 · B4R · B8 · B10 · B11 · B12 · B13 · B13n · B14 · B15 · B15n · B16 · B17 · B18 · B19 · B20 · B21 · B22 · B23 · B25 · B26 · B26a · B27 · B28 · B28a · B29 · B30 · B31 · B31a · B32 · B33 · B33a · B34 · B35 · B36 · B37 · B38 · B38a · B39 · B44 · B45 · B47 · B85 · B89 · B131n · B173 · B276 · B278 · B279 · B285 · B286 · B287 · B289 · B290 · B291 · B292 · B293 · B294 · B295 · B296 · B297 · B298 · B299 · B300 · B301 · B302 · B303 · B304 · B305 · B306 · B307 · B308 · B309 · B310 · B311 · B312 · B313 · B314 · B315 · B316 · B317 · B318 · B319 · B340 · B378 · B388 · B415 · B425 · B426 · B462 · B463 · B464 · B465 · B466 · B467 · B468 · B469 · B470 · B471 · B472 · B491 · B492 · B500 · B505 · B512 · B523 · B532 · B533 · B535 · B588 · B999